# Ниеминен, Фолке Эйнович
Фо́лке Э́йнович Ни́еминен (12 ноября 1931, Петрозаводск, АКССР, СССР — 23 июля 2010, Пори, Финляндия) — художник, живописец, портретист, Заслуженный художник РСФСР.

## Биография
Родился в 1931 году в Петрозаводске, в семье политических беженцев из Финляндии Эйно и Свеи Ниеминен. Отец — коренной финн, мать — шведка. Его родители, финские коммунисты, вынуждены были в 1930 году покинуть родину и эмигрировать в Советский Союз.
В 1933 году после смерти отца Фолке с матерью переехал в Ленинград.
В 1951 году поступил, и в 1957 окончил Ленинградское высшее художественно-промышленное училище им. Мухиной.
В 1957 году после окончания училища Фолке вновь приехал в Петрозаводск. В том же году он выполнил одну из лучших своих работ — «Женщина в белом платье».
С 1960 года член Союза художников СССР.
Лауреат премии комсомола Карельской АССР (1968), заслуженный художник РСФСР (1970).
В 1972 году картину «Тяжбуммашевцы» (1969) и натюрморт «С Новым годом, Ван дер Вейден!» приобрёл Русский музей Ленинграда. А работа «Сумерки в старом доме» (1971) стала украшением постоянной экспозиции Художественного музея Новокузнецка. Работы Ниеминена пополнили в те годы коллекции музеев Свердловска, Ростова-на-Дону, Комсомольска-на-Амуре и многих других.
С 1973 по 1978 год Фолке Ниеминен возглавлял Союз художников Карельской АССР.
В 1980 году Фолке Эйнович был принят в Союз художников Ленинграда.
С 1983 года и до конца своих дней художник жил и работал в Финляндии. Первое время он жил в Хельсинки. Чуть позже Ниеминен обосновался в городе Пори в Питторески, на родине отца.
За 25 лет жизни в Финляндии Фолке Ниеминен написал более 300 произведений, большинство из которых выполнено по заказу и находится в частных собраниях Финляндии. Являлся членом Финляндского союза художников.

## Награды
- орден «Знак Почёта» (22.09.1959)

## Произведения
- «Нелли» (1957)
- «Портрет мебельщика» (1961)
- серия «Мой современник» (1965)
- «Тяжбуммашевцы» (1969)
- «С Новым годом, Ван дер Вейден!»
- «Дедова кладовая» (1971)
- «Человек с большой рукой» (1973)
- «Семейный портрет в интерьере» (1979)
- «Портрет женщины в белом» (Музей изобразительных искусств Республики Карелия)
- «Портрет Патлаенко» (Музей изобразительных искусств Республики Карелия)

Картины хранятся в Музее изобразительных искусств Республики Карелия, Государственном Русском музее, Союзе художников РФ, Союзе художников Республики Карелия.
В Музее искусств Пори (фин. Porin taidemuseo):
- «Lääkintäneuvos Jukka Sävelän muotokuva», 1995
- «Ylihammaslääkäri Hillevi Huhtalan muotokuva», 1996
- «Ylihoitaja Eila Pälsin muotokuva», 1996

## Выставки
- всесоюзные (1961, 1962, 1970, 1971, 1972),
- всероссийские (1957, 1960, 1966, 1967, 1970, 1977),
- художников Республики Карелия в Москве (1959, 1980) и Ленинграде (1972, 1980), автономий (1971), Север-64-79, групповой «Русский Север» (1971), художников Республики Карелия — с 1957 г.,
- в Финляндии (Варкаус — 1966, Кеми, Рованиеми — 1969).
- выставку «На грани сходства и различия» (Петрозаводск, 2006)[3]
- выставка «Родом из Суоми» (2007)